# Menzbiermarmot
De menzbiermarmot (Marmota menzbieri)  is een zoogdier uit de familie van de eekhoorns (Sciuridae). De wetenschappelijke naam van de soort werd voor het eerst geldig gepubliceerd door Kashkarov in 1925.
De naam is een hommage aan de Russische zoöloog Mikhail Aleksandrovich Menzbier (1855-1935).

## Voorkomen
De soort komt voor in het Tiensjangebergte in Kirgizië en Zuidoost-Kazachstan.